# Löjliga familjerna (barnbok)
Löjliga familjerna är en kapitelbok av Gunnel Linde utgiven 1971 och illustrerad av Olof Landström.

## Handling
På Rad-i-radhusgatan bor det åtta familjer, och alla familjerna har sina egna små egenheter:
Familjen Jajamensson, som bara kan säga "ja" till allt.
Familjen Ingalunda, som bara kan säga "nej" till allt.
Familjen Nannanda, som helst vill skjuta upp allt till morgondagen - eller ännu längre...
Familjen Påstubben, som saknar tålamod och helst vill göra allting nu med detsamma.
Familjen Påhitt, som ofta kommer med fantastiska idéer, men sällan verkställer dem.
Familjen Fixare, som saknar fantasi, men kan fixa allt som andra ber dem om.
Familjen Hålligång, som älskar att festa och aldrig tröttnar.
Familjen Läggav, som tycker att det mesta är trist, och tröttnar fort på allt. 
Dessutom bor gubben Lagom i ett litet hus mellan familjerna Påhitt och Fixare. Han är portvakt och tycker att lagom är bäst. När gubben Lagom var yngre uppträdde han som cirkusartist med en flicka som hette Teje Esmeralda.